# Lindsay Armstrong
Lindsay Armstrong (n. Sudáfrica; 19??) es una popular escritora australiana autora de más de 65 novelas románticas. Publicó sus novelas en Mills & Boon desde 1981.

## Biografía
Lindsay Armstrong nació en Sudáfrica. Trabajaba en una agencia y en una compañía aérea, cuando conoció a un neozelandés que trabajaba en África occidental, y seis meses más tarde se casó con él. Sus tres primeros hijos nacieron en Sudáfrica. Tuvieron otros dos hijos, uno en Londres, Inglaterra, y uno en Australia. Lindsay actualmente vive en Australia, aunque viaja mucho y visita frecuentemente África.

### Novelas
- Spitfire (1981)
- My Dear Innocent (1981)
- Melt a Frozen Heart (1982)
- Enter My Jungle (1982)
- Perhaps Love (1983)
- Don't Call it Love (1984)
- Save My Soul from Sin (1985)
- Saved from Sin (1985)
- Finding Out (1985)
- Love Me Not (1985)
- An Elusive Mistress (1986)
- Some Say Love (1986)
- Surrender, My Heart (1986)
- Standing on the Outside (1986)
- The Heart of the Matter (1987)
- The Shadow of Moonlight (1987)
- When the Night Grows Cold (1987)
- Reluctant Wife (1987)
- When You Leave Me (1987)
- Heat of the Moment (1988)
- Marrying Game (1989)
- A Love Affair (1989)
- One More Night (1989)
- Dark Captor (1991)
- The Director's Wife (1991)
- An Unusual Affair (1991)
- Leave Love Alone (1991)
- The Seduction Stakes (1992)
- A Dangerous Lover (1992)
- Unwilling Mistress (1993)
- A Difficult Man (1993)
- An Unsuitable Wife (1994)
- A Masterful Man (1994)
- Trial by Marriage (1994)
- When Enemies Marry... (1995)
- Dangerous Deceiver (1995)
- A Careful Wife (1996)
- Playboy Lover (1996)
- Married for Real (1996)
- Wildcat Wife (1997)
- A Marrying Man? (1997)
- In Bed with a Stranger (1998)
- He's My Husband (1998)
- Outback Mistress (1998)
- Wildcat Life (1999)
- Marriage Ultimatum (1999)
- The Bridegroom's Dilemma (2000)
- The Unexpected Husband (2000)
- The Hired Fiancee (2000)
- By Marriage Divided (2000)
- A Question of Marriage (2001)
- Wife in the Making (2001)
- The Constantin Marriage (2002)
- His Convenient Proposal (2002)
- The Unconventional Bride (2003)
- The Millionaire's Marriage Claim (2005)
- The Rich Man's Virgin (2005)
- At the Cattleman's Command (2006)
- The Australian's Housekeeper Bride (2007)
- From Waif to His Wife (2007)

### Serie Multi-autor Nanny Wanted
- Accidental Nanny (1997)

### Serie Multi-autor Wedlocked!
- Marriage on Command (2002)
- A Bride for His Convenience (2004)

### Serie Multi-autor Expecting!
- Having His Babies (1999)

### Serie Multi-autor Australians
- The Australian's Convenient Bride (2004)

### Antología en colaboración
- Marriage of Convenience (1995) (con Sara Craven) (Marrying Game, Marriage Deal)
- Christmas Treats (1998) (con Penny Jordan y Day Leclaire)
- The Yew Tree Collection (2001) (con Melanie Farrell, Rachel Friend y Anna Schell)
- An Australian Christmas (2002) (con Emma Darcy y Miranda Lee)
- Outback Proposals (2006) (con Barbara Hannay y Jessica Hart)